# CSG Wessel Gansfort
De CSG Wessel Gansfort (voorheen Wessel Gansfortcollege) is een Nederlandse christelijke scholengemeenschap voor het voortgezet onderwijs in Groningen, in de volksmond ook wel het Wessel genoemd. De school is vernoemd naar de Groningse humanist en geleerde Wessel Gansfort.
Samen met onder andere Augustinus maakt het Wessel Gansfortcollege deel uit van de Christelijke Scholengemeenschap Groningen (CSG).

## Atheneum+
Sinds schooljaar 2007/2008 kent het Wessel Gansfortcollege het atheneum+, een stroming die gericht is op verdieping en verrijking. Op het Wessel Gansfortcollege is dit een aparte stroom, bestaande uit aparte klassen lopend vanaf de brugklas.
Voorbeelden van 'plus' zijn:
- verdieping in de stof
- verrijking van de stof
- doeltaal = voertaal
- extra vakken
- First Certificate English (FCE) van de universiteit van Cambridge

De extra vakken die gegeven worden zijn drama, Spaans en filosofie. In de derde klas van het atheneum+ wordt dit wetenschapsfilosofie.
De onderbouw van het atheneum+ op het Wessel Gansfortcollege is door de eerste A+-klas afgesloten. De leerlingen maken in de onderbouw een portfolio, die gepresenteerd wordt aan ouders. Ook krijgen de leerlingen het onderbouwcertificaat.
Ook in de bovenbouw is er voor de leerlingen een verdiepend en verbredend programma, dat alleen in de 4e en 5e klas wordt gegeven. Dit programma kan door de leerlingen zelf deels vorm worden gegeven. Extra dingen die de plus leerlingen kunnen doen zijn bijvoorbeeld:
- Cambridge Advanced english (CAE) van de universiteit van Cambridge
- Een Pre-university College (PUC) module van de Open-Universiteit
- Een eigen wetenschappelijk onderzoekje

Na het behalen van de PUC-module en het CAE-certificaat en/of het afronden van het eigen onderzoek krijgen de leerlingen het bovenbouwcertificaat.

## Versneld atheneum
Vanaf het schooljaar 2016-2017 gaat het Wessel Gansfort versneld atheneum aanbieden. Een VWO diploma kan dan in vijf jaar worden behaald in plaats van het gebruikelijke 6 jaar.

## Bekende oud-leerlingen
- Pauline Broekema (1954), journaliste
- Eddie van Marum (1968), politicus
- Henk Nijboer (1983), politicus
- Koos Wiersma (1955), politicus